# Your Blue Room
Your Blue Room to piosenka nagrana przez grupę U2 i Briana Eno pod pseudonimem Passengers. Została wydana na albumie zespołu z 1995 roku, Original Soundtracks 1. Piosenka miała być pierwotnie wydana jako drugi singel z tej płyty, jednak z powodu jej słabej sprzedaży, zrezygnowano z tego pomysłu. W wywiadzie dla magazynu Rolling Stone Bono przyznał, iż piosenka jest jedną z jego ulubionych, w całej twórczości grupy.
Piosenka, jako B-side, została wydana na singlu "Staring at the Sun" w 1997 roku. Znalazła się ona również na albumie The Best of 1990-2000.